# Panaon, Misamis Occidental

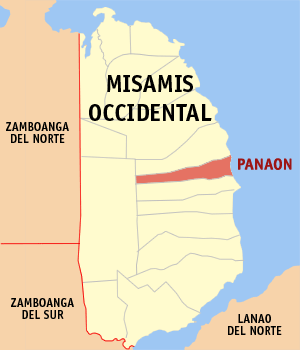
Bản đồ Misamis Occidental với vị trí của Panaon

Panaon là một đô thị hạng 5 ở tỉnh Misamis Occidental, Philippines. Theo điều tra dân số năm 2000 của Philipin, đô thị này có dân số 7.441 người trong 1.645 hộ.

## Các đơn vị hành chính
Panaon được chia ra 16 barangay.
| - Baga - Bangko - Camanucan - Dela Paz - Lutao - Magsaysay - Map-an - Mohon | - Poblacion - Punta - Salimpuno - San Andres - San Juan - San Roque - Sumasap - Villalin |